# André Le Nôtre
Pour les articles homonymes, voir Lenôtre (homonymie).
Ne doit pas être confondu avec Gaston Lenôtre ou Patrick Lenôtre.
André Le Nôtre ou André Le Nostre, né le 12 mars 1613 à Paris où il meurt le 15 septembre 1700, fut jardinier du roi Louis XIV de 1645 à 1700 et eut notamment pour tâche de concevoir l'aménagement du parc et des jardins du château de Versailles, mais aussi de celui de Vaux-le-Vicomte (pour le Surintendant des Finances Nicolas Fouquet), le Château du Fayel, de Chantilly ainsi que celui du domaine de Sceaux.
Très fameux courtisan, il réussit à s'attirer les faveurs de Louis XIV, par une bonhomie probablement travaillée (en présence même du roi), qui lui vaut le surnom, de son vivant, de « bonhomme Le Nôtre ». Il sut se placer à l'écart des intrigues de la Cour et obtenir les bonnes grâces d'un roi passionné de jardins. Il est l'auteur des plans d'un grand nombre de jardins à la française.

## Biographie
André Le Nôtre a contribué, dès son vivant, à véhiculer l'image d'une bonhomie naturelle. Son histoire a été également réécrite et manipulée par Jules Hardouin-Mansart, dont il fut l'ami et le parrain d'un des enfants, avant qu'ils ne deviennent concurrents.

### Enfance et jeunesse
André Le Nôtre est né à Paris le 12 mars 1613 et y meurt le 15 septembre 1700. Il est baptisé le 12 mars 1613 en l'église Saint-Roch à Paris. Il a pour grand-père Pierre Le Nôtre, jardinier maraîcher puis jardinier du roi aux Tuileries, office prestigieux qu'il transmet à son fils. Son père Jean Le Nôtre (1575-1655) est « jardinier ordinaire du roi chargé de l'entretien du jardin des Tuileries » de Marie de Médicis et porte, depuis 1625, le titre de dessinateur des plants et jardins. Sa mère Marie Jacquelin (1587-1675) est fille du maître jardinier Toussaint Jacquelin. Il reçoit le prénom de son parrain, André Bérard de Maisoncelle, contrôleur général des jardins du Roi sous Henri IV et Louis XIII. Sa marraine, Claude de Martigny, est l'épouse de Claude Mollet, également jardinier du roi aux Tuileries.
Le jeune André Le Nôtre entre, en 1620, comme pupille dans l'atelier de Simon Vouet, peintre de Louis XIII, où il apprend le dessin pendant six ans. Il étudie également la sculpture auprès de Louis Lerambert et l'architecture et la perspective auprès de François Mansart. Les artisans et artistes (notamment des peintres), qu'il rencontre au château où travaille son père, lui permettent de se familiariser aux usages de la cour qui lui seront utiles pour sa carrière.

### Carrière

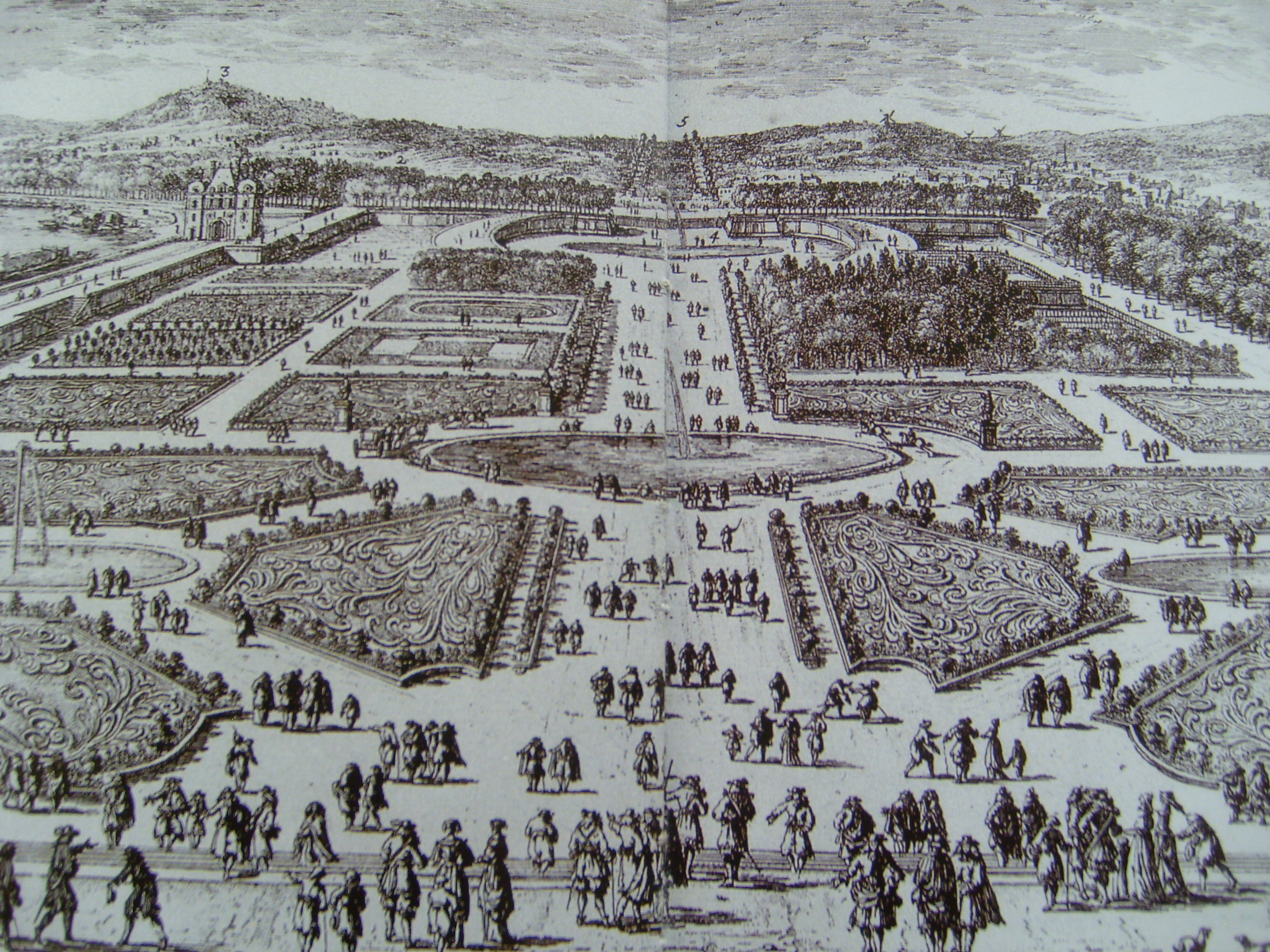
Nicolas Pérelle, Veüe du Jardin des Thuileries comme il est a present, dessiné par Le Nôtre.

En 1635, Le Nôtre devient premier jardinier de Gaston de France, frère du roi Louis XIII, qui lui confie ses jardins de Saint-Cloud et du Luxembourg. Le premier grand jardin français portant la marque distinctive de Le Nôtre est le jardin du château de Wattignies (sud de Lille), terminé en 1640 et construit par le seigneur de Wattignies, Philippe de Kessel. On estime que le jardin fut dessiné vers 1635-1637, quand Le Nôtre avait entre 22 et 24 ans. On y retrouve les allées en angles aigus, l'exposition Sud Est (classique), le dégradé des essences d'arbres en perspective, les grands pots Médicis sculptés dans la pierre, le Théâtre de verdure. Cette première réalisation lui apporte ses premiers grands revenus et surtout lance sa réputation. En janvier 1637, le roi lui garantit la survivance de la charge de son père comme premier jardinier du roi aux Tuileries.
Le 16 janvier 1640, André Le Nôtre épouse, à Paris, Françoise Langlois, fille du gouverneur des pages de la Grande Écurie, qui lui survit et avec qui il a eu trois enfants, tous morts jeunes. L'importance de la dot témoigne de la situation sociale non négligeable de la famille Le Nôtre. Trois ans plus tard, André Le Nôtre reçoit le brevet de « dessinateur des plants et parterres » de tous les jardins du roi. Il met ainsi au goût du jour les jardins du château de Gagny, ceux du château de Maisons et ceux du château de Fontainebleau. C'est probablement lui qui assure la restauration des jardins de Meudon et Saint-Cloud après la Fronde.

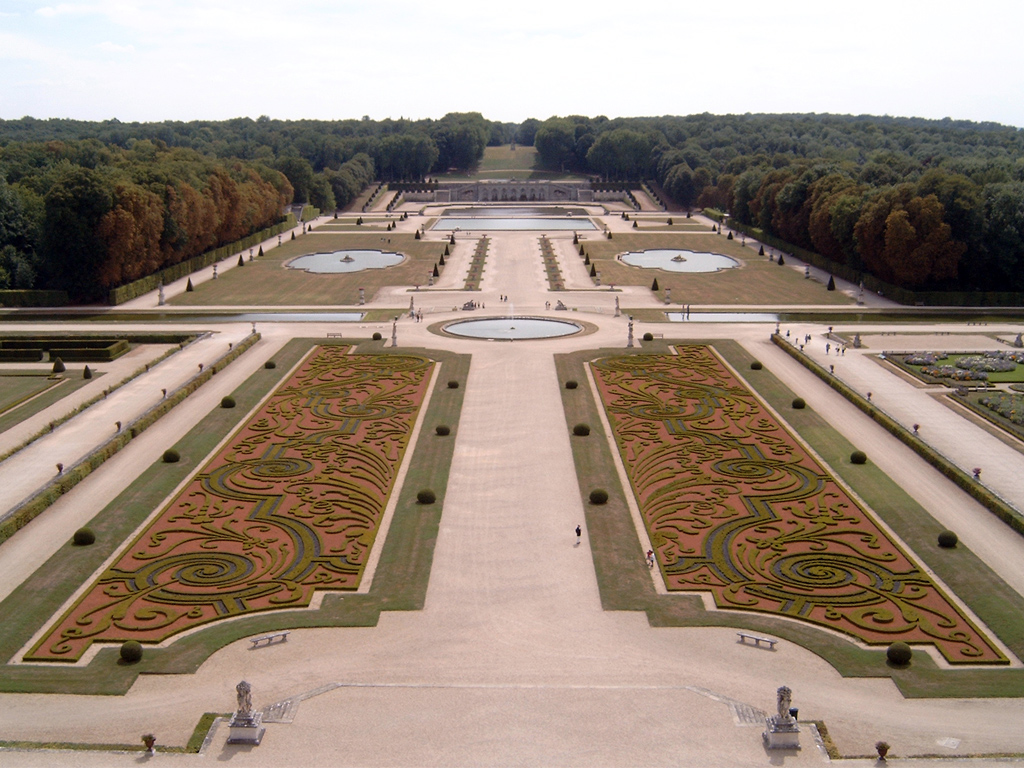
Jardins de Vaux-le-Vicomte vus du château.

En 1656, Le Nôtre dessine les nouveaux jardins du château de Vaux-le-Vicomte pour Nicolas Fouquet. Entre 1656 et 1661, il travaille alors en coordination avec Louis Le Vau et Charles Le Brun réalisant parterres, plans d'eau, bosquets et un renversement de perspective. Ce chantier lui assure une renommée internationale. En mai 1657, il a acquis les moyens d'acheter la charge de conseiller du roi et contrôleur général des bâtiments du roi.
Après l'arrestation de Fouquet en 1661, André Le Nôtre se met au service de Louis XIV pour restaurer les jardins de Versailles : son intervention commence par le parterre de l'Amour à la fin de l'année 1662 et se poursuit jusqu'en 1687. Il en dessine les plans et supervise leur exécution, assurée par une équipe de jardiniers en chef eux-mêmes assistés de compagnons, aides et apprentis.
Il dessine et réalise de nombreux projets en France et à l'étranger : Greenwich pour Charles II d'Angleterre en 1662. De 1662 à 1684, il transforme pour le Grand Condé les jardins du château de Chantilly, et dessine les jardins du château de Saint-Germain-en-Laye entre 1663 et 1672 (son projet de perspective déviée l'emportant sur celui de Le Vau), les jardins du Château de la Chaize entre 1664 et 1676 pour le compte de François de La Chaise d'Aix, frère du Père La Chaise et lieutenant du roi à Beaujeu, ainsi que les jardins du château de Saint-Cloud pour Philippe d'Orléans entre 1665 et 1693. Par ailleurs, en construisant un pont traversant la Seine, il achève partiellement la voie royale dont Louis XIV avait besoin, entre Saint-Germain-en-Laye et Paris, notamment après la Fronde. Il s'agit de l'origine de l'Axe historique de Paris.
En 1664, Colbert charge Le Nôtre d'embellir le jardin des Tuileries qu'il transforme en profondeur, ouvrant plusieurs perspectives dont l'une sert de tracé à la future avenue des Champs-Élysées. Entre 1670-1683, il travaille sous les ordres du même Colbert au remaniement des jardins de son château de Sceaux. Il conçoit un projet pour le château de Racconigi en Italie en 1670 et refait les jardins de Venaria Reale en Italie en 1674-1698.

### Fin de vie

Armoiries.

Le Nôtre est anobli par Louis XIV en personne durant l'année 1675 : il reçoit, à cette occasion, l'ordre de Saint-Michel suivi, en 1681, de l'ordre de Saint-Lazare. Quand Louis XIV lui impose des armoiries, il se moque en disant qu'il a déjà « trois limaçons couronnés d’une pomme de chou avec une bêche et un râteau ». Le roi lui fait composer un blason « de sable à un chevron d'or accompagné de trois limaçons d'argent, les deux du chef adossés et celui de la pointe contourné ». Il forme de nombreux disciples, dont son neveu, Claude Desgots. Par le mariage de sa sœur Élisabeth Le Nôtre avec Pierre Desgots, il se trouvait en effet en lien avec cette famille de jardiniers du roi, ayant notamment travaillé avec Pierre II Desgots qui est certainement l'auteur de variantes d'ouvrages commandés à son oncle André.
Fin avril 1679, il se rend, avec l'autorisation du roi, à Rome. Colbert écrit à l'ambassadeur de France à Rome que Le Nôtre voyage « non pas tant pour sa curiosité que pour rechercher avec soin s'il trouvera quelque chose d'assez beau pour mériter d'estre imité dans les Maisons Royales, ou pour lui fournir de nouvelles pensées sur les beaux dessins qu'il invente tous les jours, pour la satisfaction et le plaisir de Sa Majesté. » S'il admire les fontaines de la villa Aldobrandini et d'autres jardins, il estime que les jardins italiens ne s'approchent pas des français. L'influence du voyage en Italie sur l'œuvre de Le Nôtre demeure mal connue.
Le Nôtre visite également le Bernin, chargé de sculpter une statue équestre du roi, et l'académie de France à Rome dont il est chargé de s'assurer de la qualité de l'enseignement dispensé aux élèves. Ayant appris sa présence à Rome, le pape Innocent XI demande à rencontrer Le Nôtre. Selon Saint-Simon, le pape veut lui confier le tracé des jardins pontificaux. À la fin de leur entrevue, Le Nôtre déclare « Je ne me soucie plus de mourir puisqu'à présent j'ai devisé familièrement avec les deux plus grands hommes du monde, Votre Sainteté et le Roi mon maître ». Le pape répond « Votre roi est un grand prince victorieux, moi je ne suis qu'un pauvre prêtre. Il est encore assez jeune, moi je suis vieux ». Le jardinier rétorque « Mon révérend Père, vous vous portez bien, vous enterrerez tout le Sacré Collège ». Les deux hommes éclatent de rire et, sous le coup de l'émotion, Le Nôtre embrasse sur les deux joues le pape avant de baiser sa mule. Le duc de Créquy parie avec le roi Louis XIV mille louis que cette scène est une baliverne ; il perd son pari qui confirme le surnom du jardinier le « bonhomme Le Nôtre ». La véracité de cette anecdote est toutefois contestée par Voltaire, qui se fonde sur le témoignage d'un disciple de Le Nôtre, et ajoute : « on n'a pas besoin de ce témoignage pour savoir qu'un intendant des jardins ne baise point les papes et les rois des deux côtés,. »
À partir de 1681, Le Nôtre assiste en tant qu'auditeur libre aux séances de l'Académie royale d'architecture. Il intervient dans l'aménagement des jardins du château de Meudon pour Louvois en 1679-1691.
Contrairement à une légende, trop âgé et se trouvant à Rome au moment de sa conception par Jules Hardouin-Mansart en 1679, il ne participe pas aux aménagements du château de Marly-le-Roi, dernière résidence voulue par Louis XIV[réf. nécessaire]. Agacé en effet par la prépondérance d'Hardouin-Mansart en matière de jardins et les velléités du Roi-Soleil à les concevoir avec son premier architecte, Le Nôtre cesse donc de travailler en 1693, offrant au roi ses plus belles œuvres d'art à son décès en 1700.
Il fait encore des projets pour de rares privés : il envoie par lettre ses instructions pour les châteaux de Charlottenburg et Cassel en Allemagne en 1694 et adresse à Guillaume III d'Angleterre des plans pour le château de Windsor en 1698.
D'après Patricia Bouchenot-Déchin, il était dyslexique et aurait compensé ce trouble par une vision en trois dimensions et un champ de vision plus large que ceux des normo-lecteurs. Cette hypothèse est basée sur la seule observation des quelques écrits laissés par le jardinier.

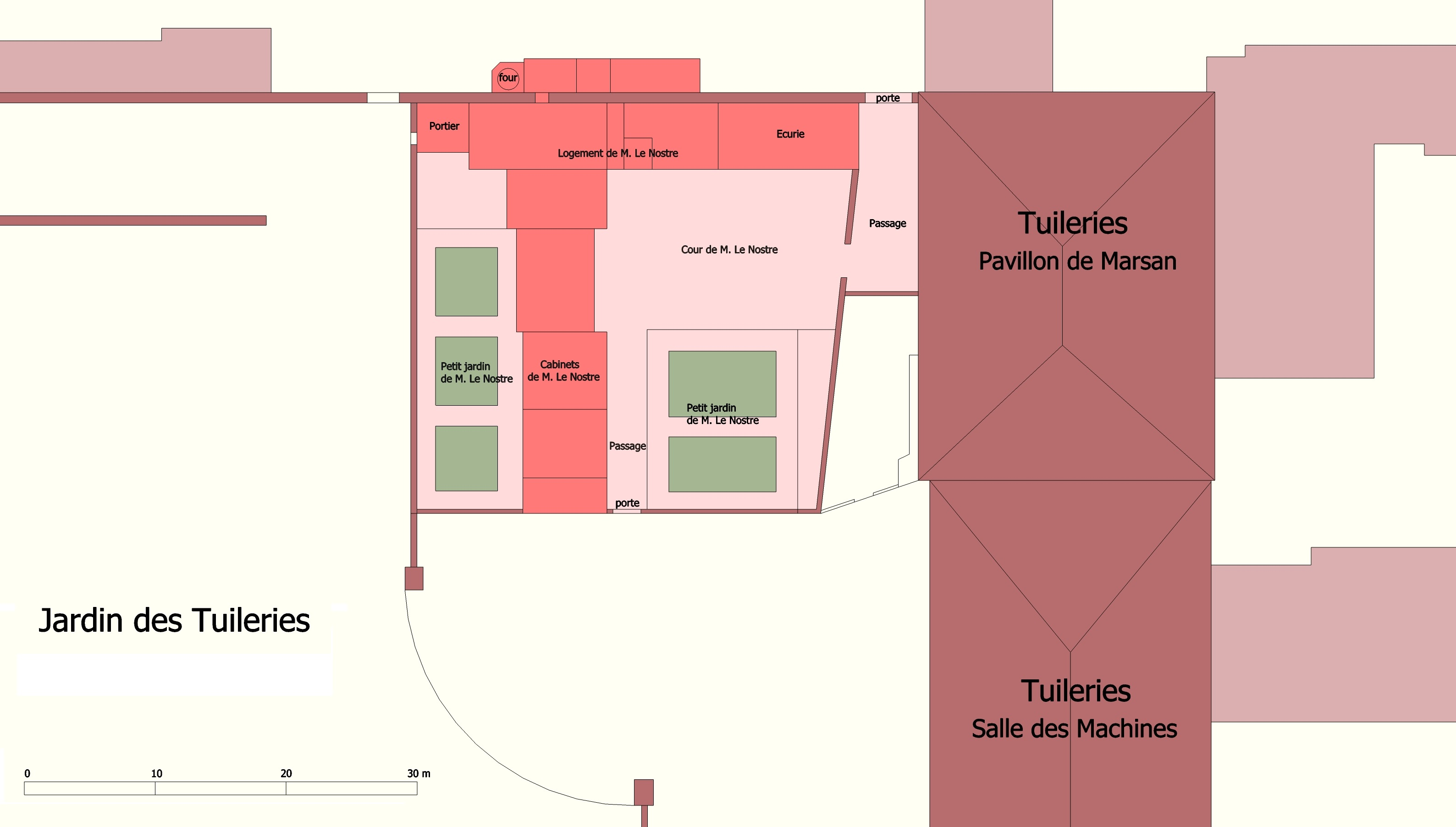
Plan du rez-de-chaussée de la maison d'André Le Nôtre aux Tuileries, état en 1694.

En 1693, André Le Nôtre se retire dans sa maison près du pavillon de Marsan dans le palais des Tuileries, auprès de son épouse et de ses nièces et neveux qu'il a adoptés après la mort de ses trois enfants. Sa maison était entourée d’un jardin qu’il entretenait lui-même. Il continuait cependant pendant cette fausse retraite (provoquée notamment par la concurrence de Jules Hardouin-Mansart) de travailler pour les particuliers et souverains étrangers. Il y meurt le 15 septembre 1700 à l'âge de 87 ans, laissant une fortune estimée à un million de livres. Ses obsèques sont célébrées en l'église Saint-Germain-l'Auxerrois puis il est inhumé en l'église Saint-Roch. Selon ses désirs, il est inhumé sans cérémonie. La chapelle qui accueille son tombeau est ornée d’une peinture de Jean Jouvenet, intitulée Le Martyre de Saint-André. Sa veuve, Françoise Langlois, commanda peu après au sculpteur Pierre Cotton un monument funéraire pour honorer la mémoire de son mari. Réalisé avant 1707, il prit place face au maître-autel, sous une grande arcade. Se détachant sur un fond de marbre veiné de couleur, il se composait d’une allégorie en marbre blanc tenant l’épitaphe du jardinier, en lettres d’or sur un marbre noir, le tout surmonté des armoiries du défunt, avec les fameux trois limaçons et le collier de l’ordre de Saint-Michel ; au-dessous, à hauteur du spectateur, était placé sur une console le buste du défunt, la tête légèrement tournée vers la droite, commandé spécialement à un des maîtres de la sculpture funéraire du temps, Antoine Coysevox. Profanée lors de la Révolution, il ne subsiste de cette sépulture que le buste d’Antoine Coysevox.
Il n'a laissé cependant aucun écrit pédagogique, ni journal ni mémoires. Il reste quelques courriers adressés aux grands de son siècle. L'un des premiers à théoriser son apport est Antoine-Joseph Dezallier d'Argenville qui, en 1709, reprend ses principales œuvres pour écrire la Théorie et la pratique du jardinage.
Il laisse derrière lui de nombreux jardins aménagés à la française reconnaissables par leurs perspectives et leurs géométries parfaites, connus et renommés partout dans le monde.

## Collections

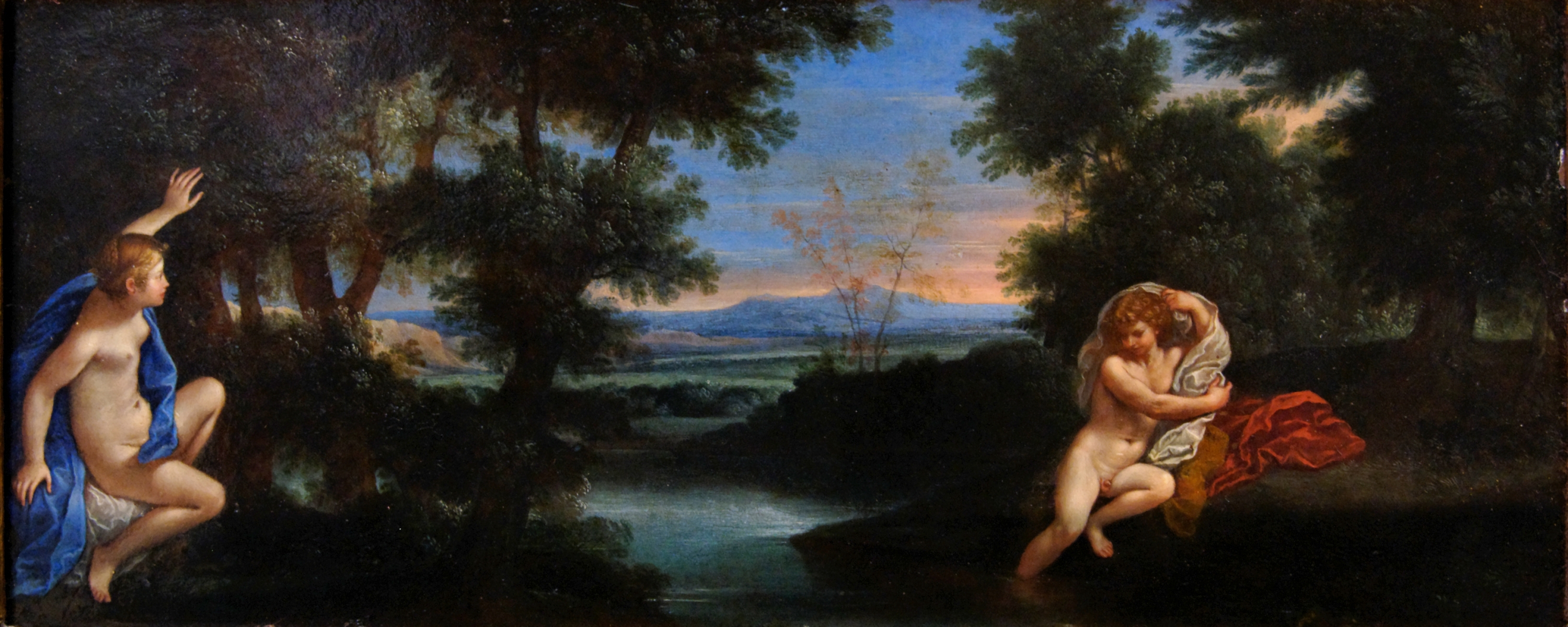
Salmacis et Hermaphrodite par l'Albane, aujourd'hui au musée du Louvre.

Le Nôtre avait accumulé une vaste collection de tableaux de maîtres, de porcelaines, de statues antiques, d'estampes et de médailles. Le médecin et géologue anglais Martin Lister témoigne, en 1698, que son cabinet de curiosités « vaut la peine d'être vu, ». Le marquis de Sourches estime la valeur de sa collection à plus de cent mille livres, un montant considérable.
Il lègue une partie de sa collection (peintures, sculptures, porcelaines, médailles modernes et estampes) au roi en 1693. On y remarque, entre autres :
- de l'Albane, Actéon métamorphosé en cerf, Salmacis et Hermaphrodite, Apollon et Daphné, aujourd'hui au musée du Louvre ;
- de Cornelis Van Poelenburgh, La lapidation de Saint Étienne, au Louvre ;
- de Nicolas Poussin : Le Christ et la femme adultère, Moïse sauvé des eaux, Saint Jean baptisant le peuple, au Louvre ;
- du Dominiquin, Adam et Ève, au musée de Grenoble.

## Autres jardins de Le Nôtre
- Jardin de l'évêché de Castres (Tarn)

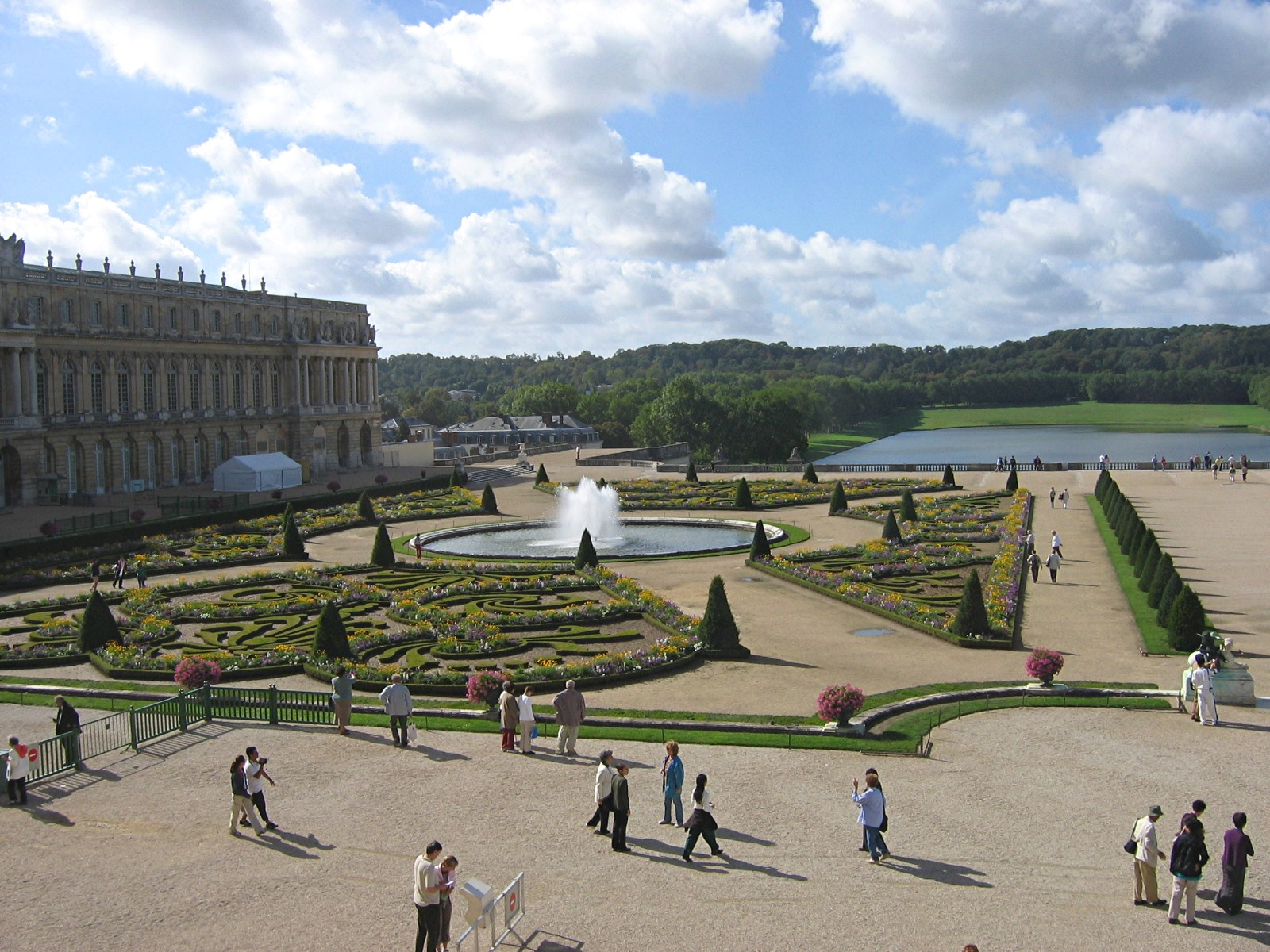
Parterres du Midi, château de Versailles.

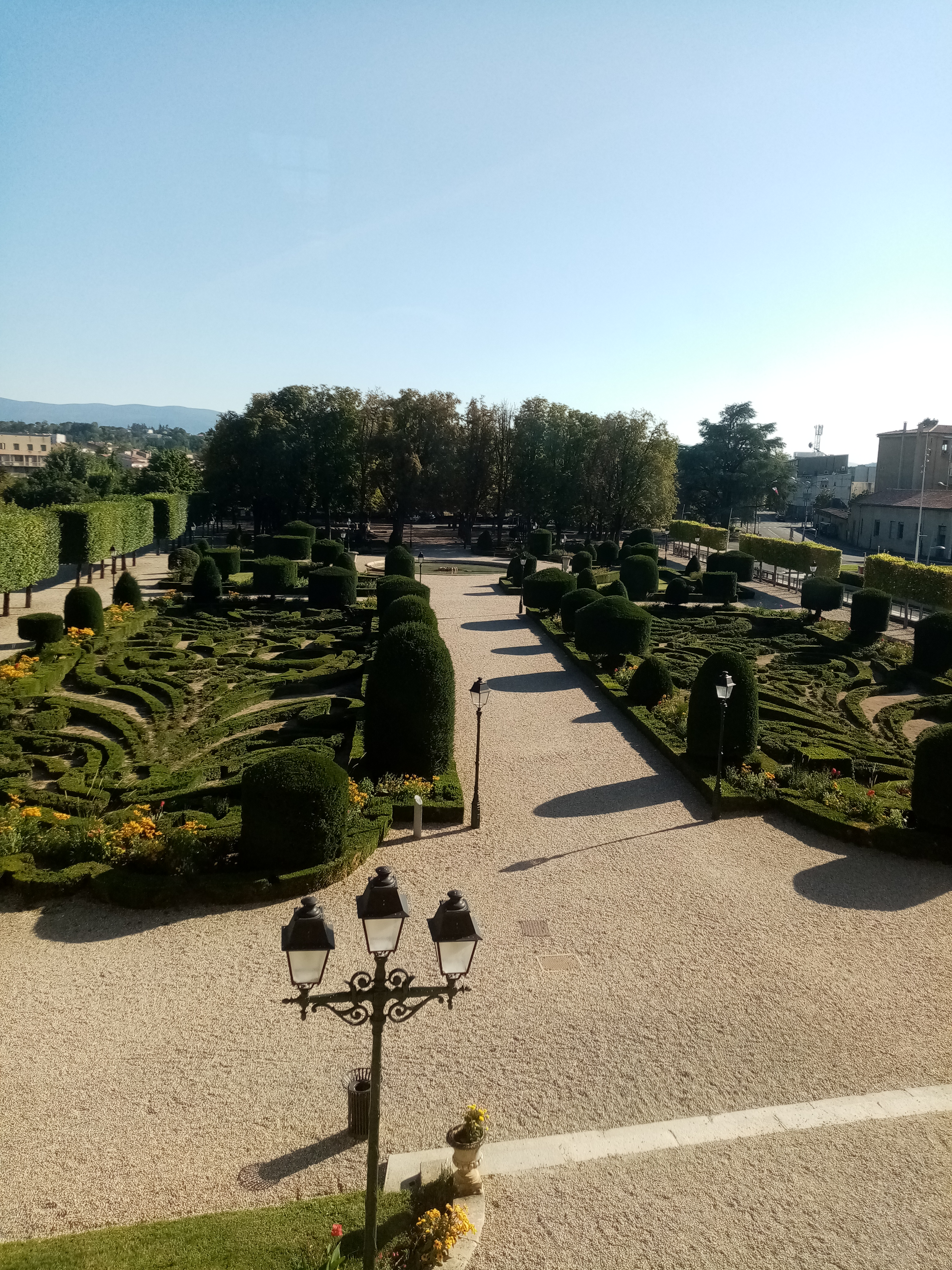
Jardin de l'évêché dessiné par André Le Nôtre à Castres en 1676.

- Jardin du Château de la Chaize (Rhône)
- Jardins du Château de Saint-Germain-en-Laye
- Jardin du château de Sceaux (Hauts-de-Seine)
- Jardins du château de Chantilly (Oise)
- Jardins du château de Vaux-le-Vicomte (Seine-et-Marne)
- Jardins du château de Saint-Cloud (Hauts-de-Seine)
- Jardins du château de Saint-Vallier (Drôme)
- Jardins du parc de l'Orangerie à Strasbourg (Bas-Rhin, Alsace)
- Jardins du château de Bercy à Charenton-le-Pont (Val-de-Marne)
- Jardins du château de Meudon (Hauts-de-Seine)
- Jardins du château de Chaville (Hauts-de-Seine)
- Jardins du château de Chambonas (Ardèche)
- Jardins du château du Fayel (Oise)
- Jardins du château de Cordès près d'Orcival (Puy-de-Dôme), dessinés en 1695
- Jardins du château de Ravel (Puy-de-Dôme)
- Jardins du château de Boury (Oise)
- Jardins du château de Versigny (Oise)
- Jardins du château d'Ancy-le-Franc (Yonne)
- Jardins du château de Wattignies (Nord)
- Jardins privés des châteaux de La Fosse Belaude, de Coquille et de Miramion à Saint Jean de Braye (Loiret)[33]
- Jardins du château de Balleroy à Balleroy (Calvados)
- Jardins du château de Gaillon à Gaillon (Eure)
- Jardins du château de Benainvilliers à Morainvilliers (Yvelines)
- Jardin des Tuileries à Paris, 1er arrondissement
- Jardins du château de Jumilhac (Dordogne)
- Jardins du château de Louvois (Marne)
- Jardin du château d'Entrecasteaux (Var)
- Jardins de Mademoiselle de La Vallière, Carrières-sur-Seine (Yvelines)
- Jardins du château d'Ussé (Indre-et-Loire, Touraine)
- Jardins du château de Maintenon (Eure-et-Loir)
- Jardins du château de La Barben (Bouches-du-Rhône)
- Jardins du château de Castries (Hérault)
- Jardins du château d'Eu (Seine-Maritime)
- Jardins du Château de Mouchy (Monchy-Humières) (Oise)

- sans doute les jardins du château de Combreux (axe latéral avec le canal)
- sans doute les jardins du château de Nointel (Oise), notamment la composition des boulingrins

## Avenues
- Avenue du château de Meudon à Meudon (Hauts-de-Seine)
- Avenue du château de Hauteville à Charchigné (Mayenne)
- Avenue du château de Lucinière à Joué-sur-Erdre (Loire-Atlantique)

## Prix André Le Nôtre
Un « Prix international André Le Nôtre » a été fondé en 2013 à l’occasion du 400e anniversaire de la naissance d’André Le Nôtre. Il a été présenté dans le cadre des Rencontres André Le Nôtre de Versailles. Il est destiné à récompenser des architectes-paysagistes du monde entier, pour la totalité d'une œuvre (de la conception à la réalisation en passant par la qualité de la maîtrise d’œuvre, de savoirs et savoir-faire.

## Filmographie
André Le Nôtre est un des personnages principaux du film Les Jardins du roi réalisé par Alan Rickman et sorti en 2014. Le Nôtre est incarné par l'acteur belge Matthias Schoenaerts.